# Claudia Mandia
Claudia Mandia (Battipaglia, 21 de octubre de 1992) es una deportista italiana que compitió en tiro con arco, en la modalidad de arco recurvo.
Ganó una medalla de bronce en el Campeonato Mundial de Tiro con Arco en Sala de 2016 y dos medallas en el Campeonato Europeo de Tiro con Arco en Sala de 2013.
Participó en los Juegos Olímpicos de Río de Janeiro 2016, ocupando el cuarto lugar en la prueba por equipo.

## Palmarés internacional
| Campeonato Mundial en Sala | Campeonato Mundial en Sala | Campeonato Mundial en Sala | Campeonato Mundial en Sala |
| Año                        | Lugar                      | Medalla                    | Prueba                     |
| -------------------------- | -------------------------- | -------------------------- | -------------------------- |
| 2016                       | Ankara (Turquía)           | Medalla de bronce          | Individual                 |
| Campeonato Europeo en Sala |                            |                            |                            |
| Año                        | Lugar                      | Medalla                    | Prueba                     |
| 2013                       | Rzeszów (Polonia)          | Medalla de plata           | Equipo                     |
| 2013                       | Rzeszów (Polonia)          | Medalla de bronce          | Individual                 |